# Rostam

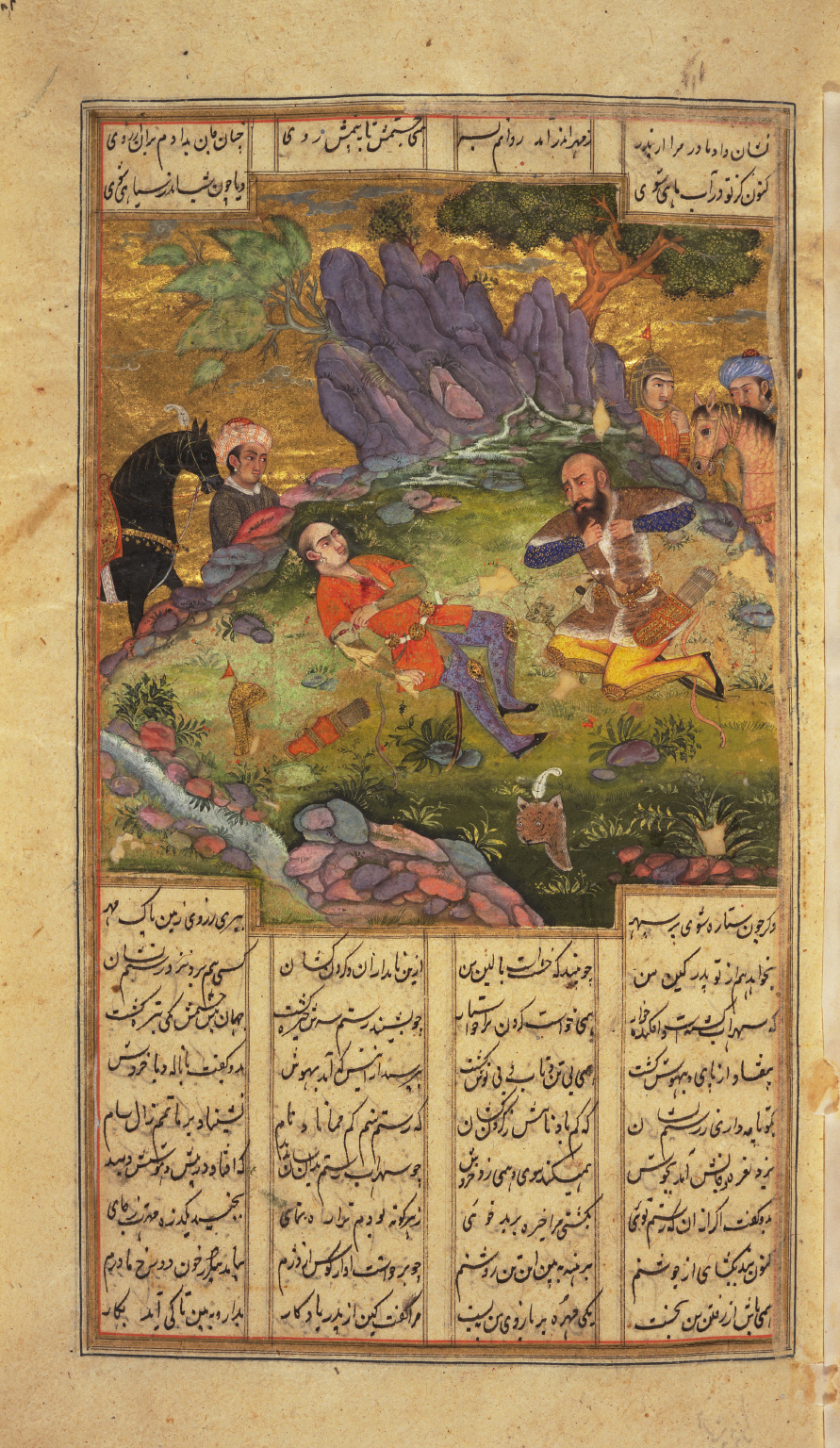
Manuscrit persa que mostra Rostam plorant la mort de Sohrab

Rostam (persa: رستم, pronunciat [ɾostæm, ɾʊstæm]) és l'heroi nacional del Gran Iran Zabulistan en la mitologia persa i fill de Zal i Rudaba. D'alguna manera, la posició de Rostam en la tradició històrica és paral·lela a la de l'heroi Suren de Carras. La seva figura va ser dotada de moltes característiques de la personalitat històrica de Rostam. Aquest últim va estar representat sempre com el més poderós dels paladins de l'Iran, i l'atmosfera dels episodis té una forta reminiscència de l'època d'Arsaces. Va ser immortalitzat pel poeta Firdawsí del segle x en la seva epopeia Shahnameh o l'Epopeia dels Reis, que conté el folklore i la història pre-islàmica de Pérsia.